# کی اومورا
کی اومورا (ژاپنی: 植村 慶؛ زادهٔ ۲۴ سپتامبر ۱۹۸۱) یک بازیکن فوتبال اهل ژاپن است.
از باشگاه‌هایی که در آن بازی کرده‌است می‌توان به باشگاه فوتبال شونان بلمار، باشگاه فوتبال جوبیلو ایواتا و باشگاه فوتبال فوکوشیما یونایتد اشاره کرد.